# Вальтер Шойнеманн
Вальтер Шойнеманн (нім. Walter Scheunemann; 26 березня 1909, Банкау — 29 грудня 1949, Геттінген) — німецький офіцер, оберст вермахту. Кавалер Лицарського хреста Залізного хреста з дубовим листям.

## Біографія
Син службовця Імперської залізниці Ернста Шойнеманна і його дружини 4 жовтня 1930 року вступив в прусську охоронну поліцію. 1 серпня 1935 року перейшов в сухопутні війська, з 15 жовтня служив в штабі 50-го піхотного полку 3-ї піхотної дивізії. Учасник Польської кампанії. З 12 жовтня 1939 року — командир взводу 1-ї роти 50-го запасного піхотного батальйону, з 21 листопада 1939 року — взводу 7-ї, з 4 грудня 1939 року — взводу 5-ї роти 50-го піхотного полку, з 22 лютого 1940 року — знову взводу 1-ї роти 50-го запасного піхотного батальйону. Більшу частину Другої світової війни провів у 272-му піхотному полку 93-ї піхотної дивізії: з 25 квітня 1940 року — командир 3-ї, з 20 травня 1940 року — 9-ї роти, з 11 серпня 1941 року — 3-го батальйону, з 6 листопада 1941 року — курсів командира роти, з 31 грудня 1941 року — 1-го, з 22 серпня 1942 року — знову 1-го батальйону. Учасник Французької кампанії та Німецько-радянської війни. З 9 грудня 1943 року — командир 270-го гренадерського полку. 10 грудня 1940 року відправлений в резерв ОКГ. 13 лютого 1945 року направлений на курси командира дивізії. З 9 березня 1945 року виконував обов'язки командира піхотної дивізії «Деберіц». 21 квітня знову відправлений в резерв ОКГ і більше не отримав призначень.

## Звання
- Оберлейтенант (1 лютого 1940)
- Гауптман (1 квітня 1942)
- Майор (10 березня 1943)
- Оберстлейтенант (1 лютого 1944)
- Оберст (1 вересня 1944)

## Нагороди
- Медаль «За вислугу років у Вермахті» 4-го класу (4 роки)
- Залізний хрест 2-го і 1-го класу (20 червня 1940) — отримав 2 нагороди одночасно.
- Лицарський хрест Залізного хреста з дубовим листям
  - лицарський хрест (5 серпня 1940)
  - дубове листя (№ 202; 6 березня 1943) — вручене особисто Адольфом Гітлером.
- Штурмовий піхотний знак в сріблі (25 серпня 1940)
- Нагрудний знак «За поранення» в чорному (16 вересня 1941)
- Медаль «За зимову кампанію на Сході 1941/42» (8 серпня 1942)
- Почесна застібка на орденську стрічку для Сухопутних військ (5 листопада 1944)